# Дыбник
Дыбник (болг. Дъбник) — село в Болгарии. Находится в Бургасской области, входит в общину Поморие. Население составляет 795 человек.

## Политическая ситуация
В местном кметстве Дыбник, в состав которого входит Дыбник, должность кмета (старосты) исполняет Осман  Осман Смаил (Движение за права и свободы (ДПС)) по результатам выборов.
Кмет (мэр) общины Поморие — Петыр Георгиев Златанов (независимый) по результатам выборов.